# Robert Robinson
Robert Robinson, född den 13 september 1886 i Rufford (nära Chesterfield), Derbyshire, död den 8 februari 1975 i Great Missenden, Buckinghamshire, var en brittisk kemist.

## Biografi
Robinson utsågs som första professor i teoretisk och tillämpad organisk kemi i fakulteten för kemi vid University of Sydney år 1912. Han var senare Waynflete Professor of Chemistry vid universitetet i Oxford från 1930 och forskare vid Magdalen College.
År 1947 erhöll han Nobelpriset i kemi för sin forskning rörande alkaloiderna och andra insatser inom såväl teoretisk som praktisk kemi.
Robinson invaldes som ledamot av Kungliga Vetenskapsakademien 1934.

### Forskning
Robinsons syntes av tropinon, en föregångare till kokain, 1917, var inte bara ett stort steg inom alkaloidkemin utan visade också att tandemreaktioner i ett enkärlssyntes kan bilda bicykliska molekyler.
Han uppfann också symbolen för bensen med en cirkel i mitten när han arbetade vid St Andrews University 1923. Han är känd för att ha uppfunnit användningen av lockig pil för att representera elektronrörelse, och han är också känd för att ha upptäckt den molekylära strukturer av morfin och penicillin.

## Utmärkelser
- Fellow of the Royal Society,  13 maj 1920
- Longstaff Prize,  1927[7]
- Davymedaljen,  1930[8]
- Bakerföreläsningen,  1930
- Royal Medal,  1932
- Hedersdoktor vid Universidad Complutense,  1934
- Honorary Fellow of the Royal Society Te Apārangi[9]
- Paracelsus-priset,  1941[10]
- Copleymedaljen,  1942[11]
- Hedersdoktor vid Sorbonne,  1945[12]
- Albert-medaljen,  1947
- Nobelpriset i kemi,  1947[13][14]
- Franklinmedaljen,  1947[4]
- Faraday Lectureship Prize,  1947
- Priestleymedaljen,  1953[15]
- August Wilhelm von Hofmann-medaljen,  1957[16]
- Fellow of the American Academy of Arts and Sciences
- Riddare av Hederslegionen
- Förtjänstorden
- Hedersdoktor vid Universitetet i Zagreb
- Knight Bachelor

[Redigera Wikidata]